# Orsinome monulfi
Orsinome monulfi är en spindelart som beskrevs av Pater Chrysanthus 1971. Orsinome monulfi ingår i släktet Orsinome och familjen käkspindlar. Inga underarter finns listade i Catalogue of Life.